# Cofradía de la Vera Cruz de Azofra
La Cofradía de la Vera Cruz es la única cofradía de la Semana Santa de Azofra, la componen unos 25 cofrades, entre los que se encuentran los miembros de la Banda de Tambores de la cofradía.
Esta cofradía se funda a principios del siglo XVIII, entre los años 1650 y 1750. Se funda bajo la influencia de la Regla de la Cofradía de la Santa Vera Cruz de Nájera,  pero no incluye disciplinas de sangre como se venían haciendo en las cofradías fundadas durante el siglo XV y XVI, bajo esta misma Regla. 
Tiene su sede en la Iglesia parroquial de Nuestra Señora de los Ángeles, realiza su desfile procesional a las 9:00 horas del Viernes Santo y a la mañana del Domingo de Resurrección.
La procesión del Santo Entierro que cada noche de Viernes Santo transcurre con las principales calles de la localidad va siempre acompañada de la Banda de Tambores de la Cofradía de la Vera Cruz.